# HD 140227
HD 140227，又名BD+69 806，SAO 16794、HR 5844，是一颗恒星，视星等为5.62，位于銀經104.68，銀緯41.46，其B1900.0坐标为赤經15h 37m 22.4s，赤緯+69° 41.46′ 22″。